# Baden-Württemberg
Baden-Württemberg (en alemany Baden-Württemberg [ˈbaːdn̩ ˈvyɐtm̩beːɐk]) és un Estat federal (bundesland) d'Alemanya. Està situat al sud-oest del país, a l'est del riu Rin, encara que les seves grans ciutats estan situades al llarg del riu Neckar (Tubinga, Stuttgart, Heilbronn, Heidelberg i Mannheim). És el tercer estat d'Alemanya, tant en extensió (35.742 km²) com en població (10,7 milions d'habitants, equivalent a la població de tota Bèlgica).
Limita al nord amb l'estat de Hessen, al nord-est i a l'est amb l'estat de Baviera, al sud amb 334 km de Suïssa, a l'oest amb França (regió d'Alsàcia), i al nord-oest amb el riu Rin i amb l'estat de Renània-Palatinat.
És el resultat de la unió entre els estats independents de Baden del Sud, Württemberg-Baden i Württemberg-Hohenzollern, a partir del 1952 i gràcies a una consulta popular.

## Història

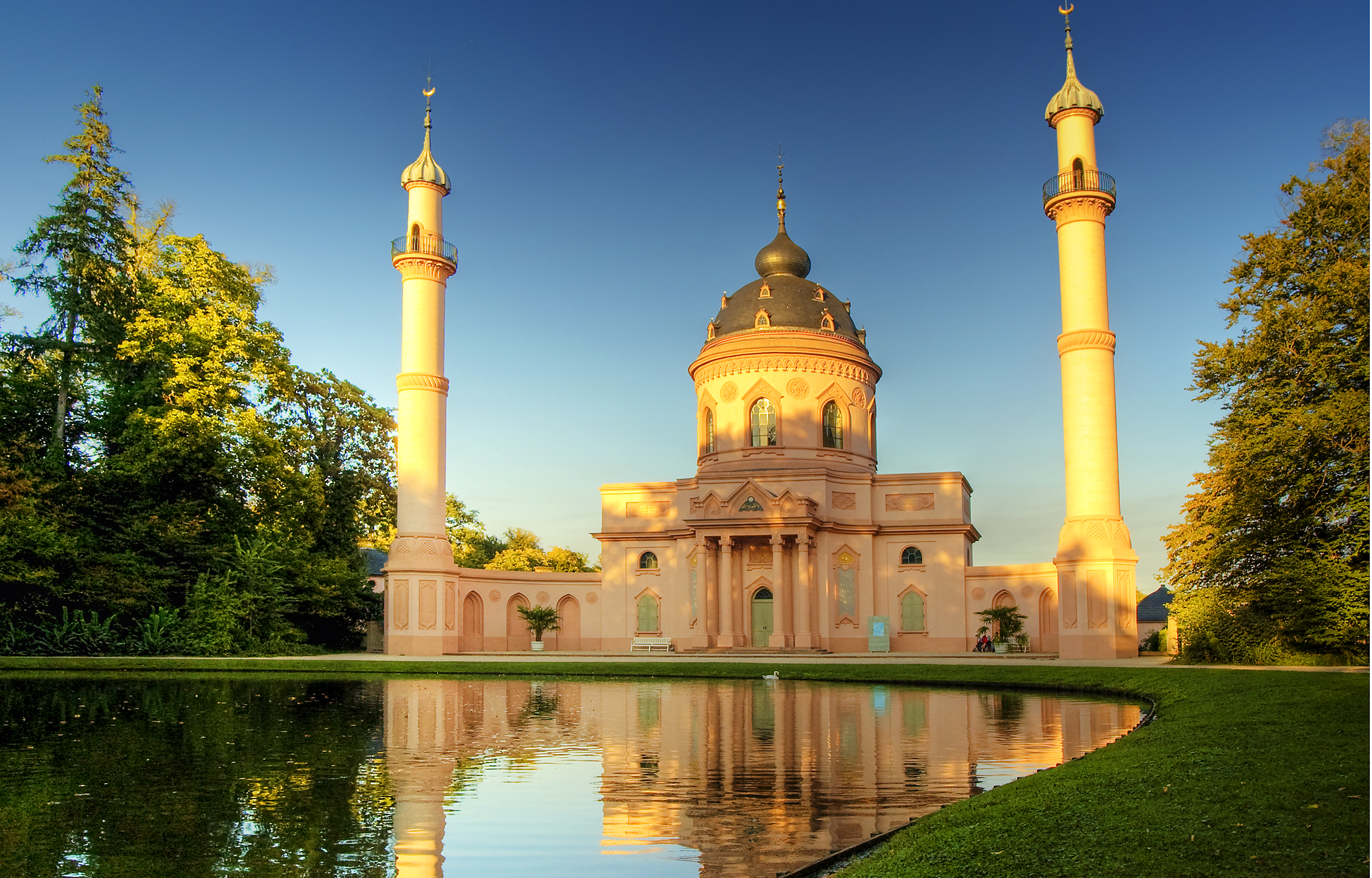
Jardí turc del Palau de Schwetzingen.

Al començament del segle xix i a conseqüència de les Guerres Napoleòniques, el territori que comprèn aquest estat va passar a formar part de la Confederació del Rin, i després del Congrés de Viena, el Regne de Wurtemberg, el Gran Ducat de Baden i els dos principats de Hohenzollern es van adherir a la Confederació Germànica.
Després de la Segona Guerra Mundial, les forces aliades van delimitar la zona en tres estats: Württemberg-Baden al nord (ocupat pels Estats Units), Württemberg-Hohenzollern i Baden del Sud al sud-oest (ocupats per França). El 1949 aquests tres estats van passar a formar part de la República Federal d'Alemanya. L'article 118 de la Llei Fonamental de Bonn permetia, però, la unió d'estats. Després d'un plebiscit celebrat el 1952, els tres estats es van unir a Baden-Württemberg.
El 1956 la Cort Federal Constitucional d'Alemanya va determinar que el plebiscit va ser il·lícit perquè era desavantatjós per a la població de Baden. Llavors, el 1969 es va tornar a celebrar un plebiscit a l'àrea de Baden, donant una majoria (més del 81% dels vots) partidària de la unitat.

## Geografia

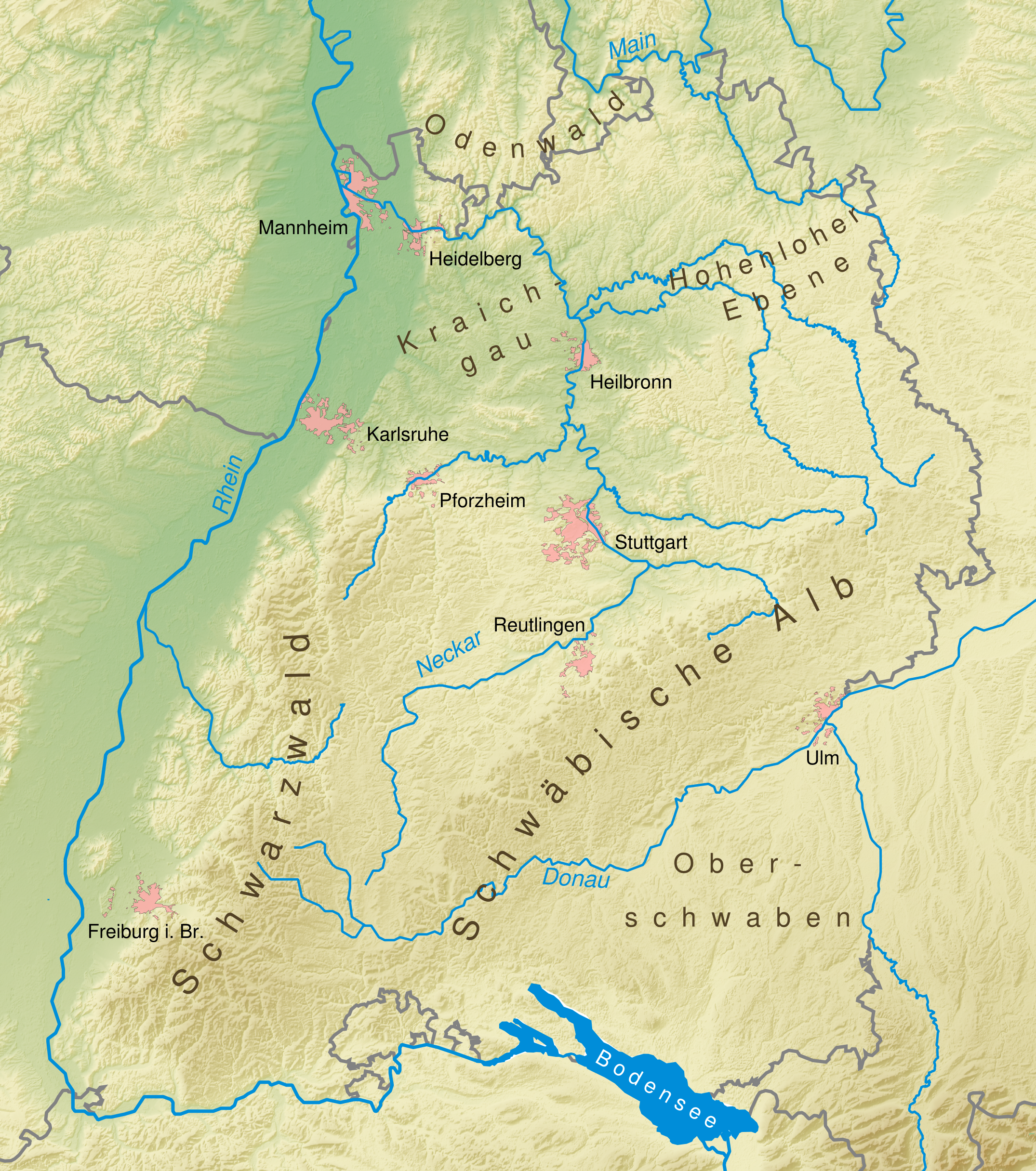
Mapa físic amb la ubicació de les aglomeracions principals

La Selva Negra, el Llac de Constança, les valls del Rin, el Danubi i el Neckar són els seus punts geogràfics més destacats. Les seves principals ciutats són: Baden-Baden, Stuttgart, Heidelberg, Friburg de Brisgòvia, Mannheim, Karlsruhe, Ulm, Heilbronn, Pforzheim, Tubinga, Balingen, Reutlingen, Constança, Hockenheim, Walldorf i Bruchsal.
La Selva Negra («Schwarzwald» en alemany) forma el pilar geogràfic del sud-oest d'Alemanya. Des de la ciutat de Pforzheim al nord, fins a Waldshut al sud, té una longitud d'uns 160 km. A la zona nord, la Selva Negra té una amplada de 20 km, en el sud de 60 km. Els cims més alts arriben a una alçada de 1.166 m (Hornisgrinde) al nord, fins a 1.493 m (Feldberg) a la Selva Negra meridional. A l'oest, la muntanya baixa ràpidament a la plana del Rin amb una altitud de menys de 200 m. A l'est, la baixada a les valls dels rius Danubi i Neckar (de 600 m) és més suau.
Encara que la Selva Negra és idònia per a llargues excursions a peu, també es pot recórrer en cotxe. Una de les recomanacions més atractives és la carretera Schwarzwald-Panoramastraße. Va rebre aquesta denominació per la multitud de vistes panoràmiques per les que passa en un recorregut de 70 km. Si el temps ho permet, un pot veure fins i tot els Alps des d'algunes de les parades. La carretera panoràmica comença a Waldkirch, pujant en serpentines escarpades fins al monestir de Sankt Peter (Sant Pere). Avança per la muntanya Kandel i el poble de Sankt Märgen. Després de passar per Breitnau, la carretera acaba a la població de Hinterzarten.

### Districtes i ciutats
Baden-Württemberg està dividida en 35 districtes rurals agrupats en quatre regions administratives: Friburg, Karlsruhe, Stuttgart, i Tübingen.
| UL  | Alb-Donau-Kreis          |
| BC  | Biberach                 |
| FN  | Bodensee                 |
| BB  | Böblingen                |
| FR  | Breisgau-Hochschwarzwald |
| CW  | Calw                     |
| EM  | Emmendingen              |
| PF  | Enz                      |
| ES  | Esslingen                |
| FDS | Freudenstadt             |
| GP  | Göppingen                |
| HDH | Heidenheim               |
| HN  | Heilbronn                |
| KÜN | Hohenlohe                |
| KA  | Karlsruhe                |
| KN  | Constança                |
| LÖ  | Lörrach                  |
| LB  | Ludwigsburg              |

| TBB | Main-Tauber-Kreis      |
| MOS | Neckar-Odenwald-Kreis  |
| OG  | Ortenau                |
| AA  | Ostalb                 |
| RA  | Rastatt                |
| RV  | Ravensburg             |
| WN  | Rems-Murr-Kreis        |
| RT  | Reutlingen             |
| HD  | Rhein-Neckar           |
| RW  | Rottweil               |
| SHA | Schwäbisch Hall        |
| VS  | Schwarzwald-Baar-Kreis |
| SIG | Sigmaringen            |
| TÜ  | Tubingen               |
| TUT | Tuttlingen             |
| WT  | Waldshut               |
| BL  | Zollernalbkreis        |

| UL  | Alb-Donau-Kreis          |
| BC  | Biberach                 |
| FN  | Bodensee                 |
| BB  | Böblingen                |
| FR  | Breisgau-Hochschwarzwald |
| CW  | Calw                     |
| EM  | Emmendingen              |
| PF  | Enz                      |
| ES  | Esslingen                |
| FDS | Freudenstadt             |
| GP  | Göppingen                |
| HDH | Heidenheim               |
| HN  | Heilbronn                |
| KÜN | Hohenlohe                |
| KA  | Karlsruhe                |
| KN  | Constança                |
| LÖ  | Lörrach                  |
| LB  | Ludwigsburg              |

| TBB | Main-Tauber-Kreis      |
| MOS | Neckar-Odenwald-Kreis  |
| OG  | Ortenau                |
| AA  | Ostalb                 |
| RA  | Rastatt                |
| RV  | Ravensburg             |
| WN  | Rems-Murr-Kreis        |
| RT  | Reutlingen             |
| HD  | Rhein-Neckar           |
| RW  | Rottweil               |
| SHA | Schwäbisch Hall        |
| VS  | Schwarzwald-Baar-Kreis |
| SIG | Sigmaringen            |
| TÜ  | Tubingen               |
| TUT | Tuttlingen             |
| WT  | Waldshut               |
| BL  | Zollernalbkreis        |

També té nou districtes urbans:
- BAD Baden-Baden
- FR Friburg de Brisgòvia
- HD Heidelberg
- HN Heilbronn
- KA Karlsruhe
- MA Mannheim
- PF Pforzheim
- S Stuttgart
- UL Ulm

### Clima

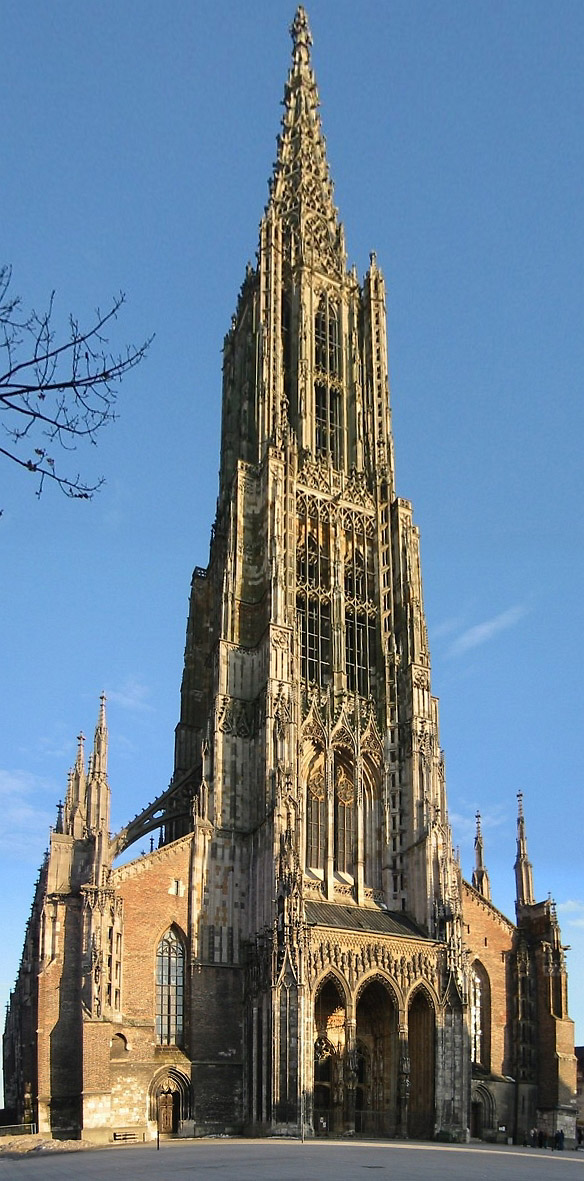
Església major d'Ulm.

El clima és temperat, amb temperatures decreixents amb l'altura. La Vall del Rin és la regió més càlida d'Alemanya, amb temperatures que a l'estiu ronden els 20 °C (màxima mitjana de 26°) i a l'hivern els 2 °C (màxima mitjana de 5°), amb precipitacions moderades, al voltant de 800 mm per any. Karlsruhe va ser una de les ciutats en les quals es va registrar la temperatura màxima d'Alemanya, amb 40 °C, l'any 2003. A la Selva Negra, en canvi, la temperatura és considerablement menor: a les valls a 600 m d'altura, la temperatura de juliol arriba als 17 °C (màximes de 23°) i la de gener, -2 °C (màxima d'1°). Per tant, hi ha freqüents nevades que possibiliten la pràctica d'esports com l'esquí. A més, les precipitacions són superiors, amb 1.000 a 1.500 mm anuals. A tot l'estat hi ha pluges durant tot l'any.
Al sud-est es fa sentir a la tardor, hivern i primavera el Foehn, vent càlid provinent dels Alps que pot elevar les temperatures fins a 15 °C per sobre de la mitjana.

## Economia
Baden-Württemberg i en particular la regió de Stuttgart formen part de les regions econòmicament més importants del món. A més és seu d'empreses multinacionals, com DaimlerChrysler, Mercedes-Benz, Bosch, Porsche, SAP, Hugo Boss i IBM. La taxa d'atur es va situar en el 4,1%, enfront d'un 7,4% a Alemanya.
El Govern de l'estat s'ha proposat incrementar el subministrament d'electricitat provinent d'energies renovables fins a un 20% d'aquí al 2020. Aquest estat, al costat del Roine-Alps, Llombardia i Catalunya són considerats com els "Quatre Motors d'Europa" pel seu caràcter de regions motrius dins de la Unió Europea (UE).
La comarca vinícola de Baden, situada al voltant de la ciutat homònima de Baden, és la més meridional d'Alemanya i s'estén des de la ciutat de Heidelberg, a la part septentrional, al Llac de Constança al sud, ocupant unes 15.900 hectàrees.

## Llista de ministres-presidents de Baden-Württemberg
| Ministres-Presidents de Baden-Württemberg | Ministres-Presidents de Baden-Württemberg | Ministres-Presidents de Baden-Württemberg | Ministres-Presidents de Baden-Württemberg | Ministres-Presidents de Baden-Württemberg | Ministres-Presidents de Baden-Württemberg |
| Núm.                                      | Nom                                       | Naixement-Mort                            | Partit                                    | Inici de mandat                           | Fi de mandat                              |
| ----------------------------------------- | ----------------------------------------- | ----------------------------------------- | ----------------------------------------- | ----------------------------------------- | ----------------------------------------- |
| 1                                         | Reinhold Maier                            | 1889–1971                                 | DVP/FDP                                   | 25 d'abril de 1952                        | 7 d'octubre de 1953                       |
| 2                                         | Gebhard Müller                            | 1900–1990                                 | CDU                                       | 7 d'octubre de 1953                       | 17 de desembre de 1958                    |
| 3                                         | Kurt Georg Kiesinger                      | 1904-1988                                 | CDU                                       | 17 de desembre de 1958                    | 16 de desembre de 1966                    |
| 4                                         | Hans Filbinger                            | 1913-2007                                 | CDU                                       | 16 de desembre de 1966                    | 30 d'agost de 1978                        |
| 5                                         | Lothar Späth                              | 1937-2016                                 | CDU                                       | 30 d'agost de 1978                        | 13 de gener de 1991                       |
| 6                                         | Erwin Teufel                              | *1939                                     | CDU                                       | 13 de gener de 1991                       | 29 d'abril de 2005                        |
| 7                                         | Günther Oettinger                         | *1953                                     | CDU                                       | 29 d'abril de 2005                        | 9 de febrer de 2010                       |
| 8                                         | Stefan Mappus                             | *1966                                     | CDU                                       | 9 de febrer de 2010                       | 12 de maig de 2011                        |
| 9                                         | Winfried Kretschmann                      | *1948                                     | Grüne                                     | 12 de maig de 2011                        | actualitat                                |

## Personatges cèlebres
- Carl Benz
- Hermann Hesse
- Albert Einstein
- Eugen Fischer
- Joschka Fischer
- Georg Wilhelm Friedrich Hegel
- Martin Heidegger
- Friedrich Hölderlin
- Johannes Kepler
- Philipp Melanchthon
- Friedrich Schelling
- Friedrich Schiller
- Richard Willstätter
- Johann Wannenmacher.